# Wisła Płock SA
A Wisła Płock egy lengyel labdarúgócsapat, melynek székhelye Płock városában találjató. A klubot 1947-ben alapították Elektryczność Płock néven. A csapat hazai mérkőzéseit a 15 004 fő befogadására alkalmas Kazimierz Górski Stadionban játssza. A klub 2023 óta a másodosztályban szerepel.

## A klub elnevezései
- 1947: Elektryczność Płock
- 1950: ZS Ogniwo Płock (Elektryczność + ZS Ogniwo)
- 1955 tavasz: ZS Sparta Płock (ZS Ogniwo + ZS Sparta)
- 1955 ősz: PKS [Płocki KS] Wisła Płock
- 1963: ZKS Wisła Płock
- 1992: ZKS Petrochemia Płock
- 1999: KS Petro Płock
- 2000: Orlen Płock
- 2002: ZKS Wisła Płock

## Sikerek
Lengyel Kupa
- Győztes (1): 2005–06
- Döntős (1): 2002–03

Lengyel Szuperkupa
- Győztes (1): 2006

## Nemzetközi kupaszereplés
| Szezon  | Bajnokság | Forduló | Ország     | Csapat                  | Otthon | Idegenben | Össz.     |
| ------- | --------- | ------- | ---------- | ----------------------- | ------ | --------- | --------- |
| 2003–04 | UEFA-kupa | QR      | Lettország | FK Ventspils            | 1–1    | 2–2       | 3–3(i.g.) |
| 2005–06 | UEFA-kupa | 2Q      | Svájc      | Grasshopper Club Zürich | 0–1    | 3–2       | 3–3(i.g.) |
| 2006–07 | UEFA-kupa | 2Q      | Ukrajna    | Csornomorec Odesza      | 0–0    | 1–1       | 1–1(i.g.) |

## Játékoskeret
2023. július 23. szerint
| #  |     | Poszt | Név                 |
| -- | --- | ----- | ------------------- |
| 1  | POL | K     | Krzysztof Kamiński  |
| 3  | FRA | V     | Steve Kapuadi       |
| 4  | POL | V     | Adam Chrzanowski    |
| 5  | POL | V     | Beniamin Czajka     |
| 6  | POL | KP    | Jakub Witek         |
| 7  | POL | KP    | Radosław Cielemęcki |
| 9  | POL | KP    | Dawid Kocyła        |
| 10 | POL | CS    | Krzysztof Janus     |
| 11 | SRB | V     | Milan Spremo        |
| 12 | POL | K     | Oskar Klon          |
| 14 | POL | KP    | Mateusz Szwoch      |
| 15 | SVK | KP    | Kristián Vallo      |
| 16 | POL | KP    | Fabian Hiszpański   |
| 17 | POL | CS    | Mateusz Lewandowski |
| 19 | POL | KP    | Jakub Miarka        |
| 20 | POL | CS    | Łukasz Sekulski     |
| 21 | POL | V     | Igor Drapiński      |
| 22 | POL | KP    | Szymon Lesniewski   |
| 23 | SVK | KP    | Filip Lesniak       |
| 27 | POL | CS    | Bartosz Zynek       |

| #  |     | Poszt | Név                                                 |
| -- | --- | ----- | --------------------------------------------------- |
| 28 | POL | CS    | Adrian Szczutowski                                  |
| 30 | SRB | CS    | Nikola Srećković                                    |
| 32 | POL | KP    | Fryderyk Gerbowski                                  |
| 37 | POL | KP    | Pawel Chrupalla (kölcsönben a Rosenborg csapatától) |
| 46 | POL | KP    | Dawid Krzyżański                                    |
| 69 | POL | K     | Bartłomiej Gradecki                                 |
| 70 | POL | KP    | Kacper Laskowski                                    |
| 71 | POL | V     | Jakub Szymański                                     |
| 87 | POL | K     | Kamil Zapytowski                                    |
| 89 | POL | KP    | Aleksander Pawlak                                   |
| 91 | BLR | KP    | Gleb Kuchko                                         |
| 93 | POL | K     | Oskar Lodziński                                     |
| 98 | POL | K     | Piotr Zieliński                                     |
| —  | POL | V     | David Niepsuj                                       |
| —  | POL | V     | Marcin Biernat                                      |
| —  | POL | CS    | Sebastian Strózik                                   |
| —  | POL | CS    | Kacper Rogoziński                                   |
| —  | POL | CS    | Dawid Zieba                                         |

## Liga szereplés
- Ekstraklasa — 1999–2001
- I Liga      — 2001–2002
- Ekstraklasa — 2002–2007
- I Liga      — 2007–2010
- II Liga     — 2010–2011
- I Liga      — 2011–2012
- II Liga     — 2012–2013
- I Liga      — 2013–2015
- Ekstraklasa — 2016–2023
- I Liga      — 2023–